# Глубокое (озеро, Полоцкий район)
Глубо́кое (устар. Глухое; бел. Глыбо́кае) — озеро в Полоцком районе Витебской области Белоруссии. Самое прозрачное озеро в Республике Беларусь. Относится к бассейну реки Полота́.

## Географическое положение
Озеро Глубокое располагается в 47 км к северо-востоку от города Полоцк, в 6 км к востоку от деревни Малое Ситно, на территории озёрного заказника «Глубокое — Большое Островито».

## Морфология
Площадь поверхности озера составляет 0,42 км², длина — 1,11 км, наибольшая ширина — 0,8 км, длина береговой линии — 3,36 км. Объём воды в озере — 2,2 млн м³. Наибольшая глубина — 11,5 м, средняя — 5,2 м. Площадь водосбора — 1,94 км².
Котловина озера складчатого типа, лопастной формы, состоит из нескольких плёсов, разделённых небольшими поднятиями. Склоны котловины — высотой 15-17 м, поросшие хвойным лесом. На севере высота склонов снижается до 2 м. Берега местами сливающиеся со склонами, песчаные, на севере торфянистые, заболоченные. Береговая линия изрезана слабо, но образует несколько заливов. Мелководье узкое, в заливе на юге расширяется. Дно песчаное, на глубине ниже 5,5 м сапропелистое. Возле восточного берега имеется небольшой песчаный остров площадью 0,1 га.

## Гидрология
Несмотря на то что озеро не имеет поверхностного стока, оно относится к бассейну реки Полота, притока Западной Двины. Связь с Полотой осуществляется через ориентированный на север неустойчивый водоток в подступающей к озеру болотистой местности, сообщающийся с системой мелиорационных каналов и далее с озёрами бассейна Полоты.
Вода отличается высокой прозрачностью, в летнее время достигающее 9,5 м, и чистотой. Минерализация воды весьма низка и не превышает 0,03 ‰, при этом кислотность высока (pH 4,5—5). Содержание органических веществ и биогенных элементов незначительно.

## Флора и фауна
Озеро Глубокое обладает признаками олиготрофности и зарастает слабо.
В воде произрастает полушник озёрный — редкое для Белоруссии растение, занесённое в Красную книгу Республики Беларусь. Обширные заросли мхов простираются до глубины 9 м.
В воде отмечено всего 15 видов низших водорослей. Биомасса фитопланктона составляет 0,98 г/м³. Зоопланктон представлен 10 видами (биомасса 0,53 г/м³). В воде не водятся коловратки, что нетипично для пресных водоёмов. Биомасса зообентоса — 2—3 г/м².
Наиболее распространённой рыбой, встречающейся в озере, является окунь. В водоёме также водятся плотва, щука, лещ, линь и другие виды рыб.

## Охрана и рекреационное использование
С 1979 года озеро Глубокое входит в состав республиканского заказника «Глубокое — Чербомысло» (в настоящее время — гидрологический заказник «Глубокое — Большое Островито»). На озере запрещены промысловый лов рыбы и использование моторных лодок. Организовано платное любительское рыболовство.
Благодаря прозрачности и чистоте воды озеро пользуется популярностью у белорусских дайверов.